# École normale supérieure de Cachan
A párizsi École normale supérieure de Cachan (ENS Cachan vagy École normale supérieure Paris-Saclay) az egyik legrangosabb francia felsőoktatási intézmény (grande école).
A központi campus az Cachan. Az iskola specializálódott elméleti és alkalmazott tudományok, szociológia, közgazdaságtan és idegennyelvek.
Két másik école normale supérieure működik még ezen kívül Franciaországban:
- École normale supérieure de Lyon (ENS-Lyon; természettudományok)
- École normale supérieure (ENS-Ulm)

Ezek együtt alkotják a nem hivatalos ENS-csoportot. 